# Llubí
Llubí es una localidad y municipio español de la comunidad autónoma de Islas Baleares. Situado en la isla de Mallorca, en la comarca del Llano de Mallorca, al noroeste de la capital, casi en el centro de Mallorca y a 40 kilómetros de la capital balear, Palma de Mallorca.
Celebra sus fiestas patronales, las de San Félix, cada 1 de agosto. También celebra las Fiestas de la Ermita. La Feria tradicional se celebra también el primer martes tras Santa Catalina. Desde el año 2000 y un domingo antes de la tradicional se celebra la Feria de la Miel donde se puede disfrutar de este producto y sus derivados. El mercado se monta todos los martes en la Plaza de la Carretera menos festivos.
Etimológicamente, Llubí procede del topónimo romano Castro-lupino, que derivó en Castell Llubí, lo que hoy se conoce como Llubí ya que podría ser debido a que al sur se encuentra un poblado prehistórico talayótico fortificado con una muralla ciclópea.
Anteriormente Llubí era un "llogaret" (conjunto de casas que pertenecen a otro pueblo) dependían del pueblo de Muro que se encuentra cerca del pueblo.

## Geografía

### Situación

Extensión del municipio en la isla de Mallorca

Llubí se encuentra situado exactamente en el Llano de Mallorca, y su tipografía es irregular. El núcleo urbano se encuentra en dos cerros por las que pasa el torrente de Aumadrà, que desemboca en la albufera de Muro. Precisamente el pueblo se encuentra muy bien conectado con las poblaciones adyacentes, como Muro, Inca, La Puebla, Sinéu, Santa Margarita, María de la Salud, etc.

### Clima
Las temperaturas son suaves, de clima mediterráneo, y oscilan entre los 3-15 grados del invierno y los 18-34 grados del verano. 

## Demografía
Llubí cuenta con una población de 2505 habitantes (INE 2024).
| Gráfica de evolución demográfica de Llubí entre 1842 y 2021                                                           |
| |
| Población de derecho según los censos de población del INE. Población de hecho según los censos de población del INE. |

Los altibajos demográficos fueron una constante durante el primer tercio del siglo XX. Pero fue a partir de las década de los cuarenta, en plena posguerra, cuando se acentuó el despoblamiento de la población, llegando a su punto álgido en la década de los sesenta, con el boom de la construcción que vivió Baleares en pleno apogeo. A partir de ahí, la situación se estabilizó hasta nuestros días. Sin embargo, paulatinamente va perdiendo población, pero a un ritmo muy inferior y lento.

## Agricultura
Llubí es famoso básicamente por sus alcaparras, ya que ha sido durante muchos años el municipio más productor de este tipo de fruto en Baleares, lo que hace que el campo llubinero ofrezca posibilidades gastronómicas únicas en Mallorca ya que sus tierras son idóneas para este tipo de cultivos.
Básicamente explota una agricultura de secano: el almendro, el algarrobo y la higuera cómo frutos más característicos de la zona. Sin embargo, la estrella es la alcaparra, la reina de todos los cultivos desde siempre, por lo que se ha convertido en la base de la industria conservera.

## Industria
Las mayores actividades industriales de Llubí derivan de productos agrarios básicamente conserveros, pero especialmente la anteriormente citada alcaparra. Esta es la faceta industrial más destacada de un municipio en el que también hay un destilerías dedicadas a la obtención y comercialización de diversos licores.

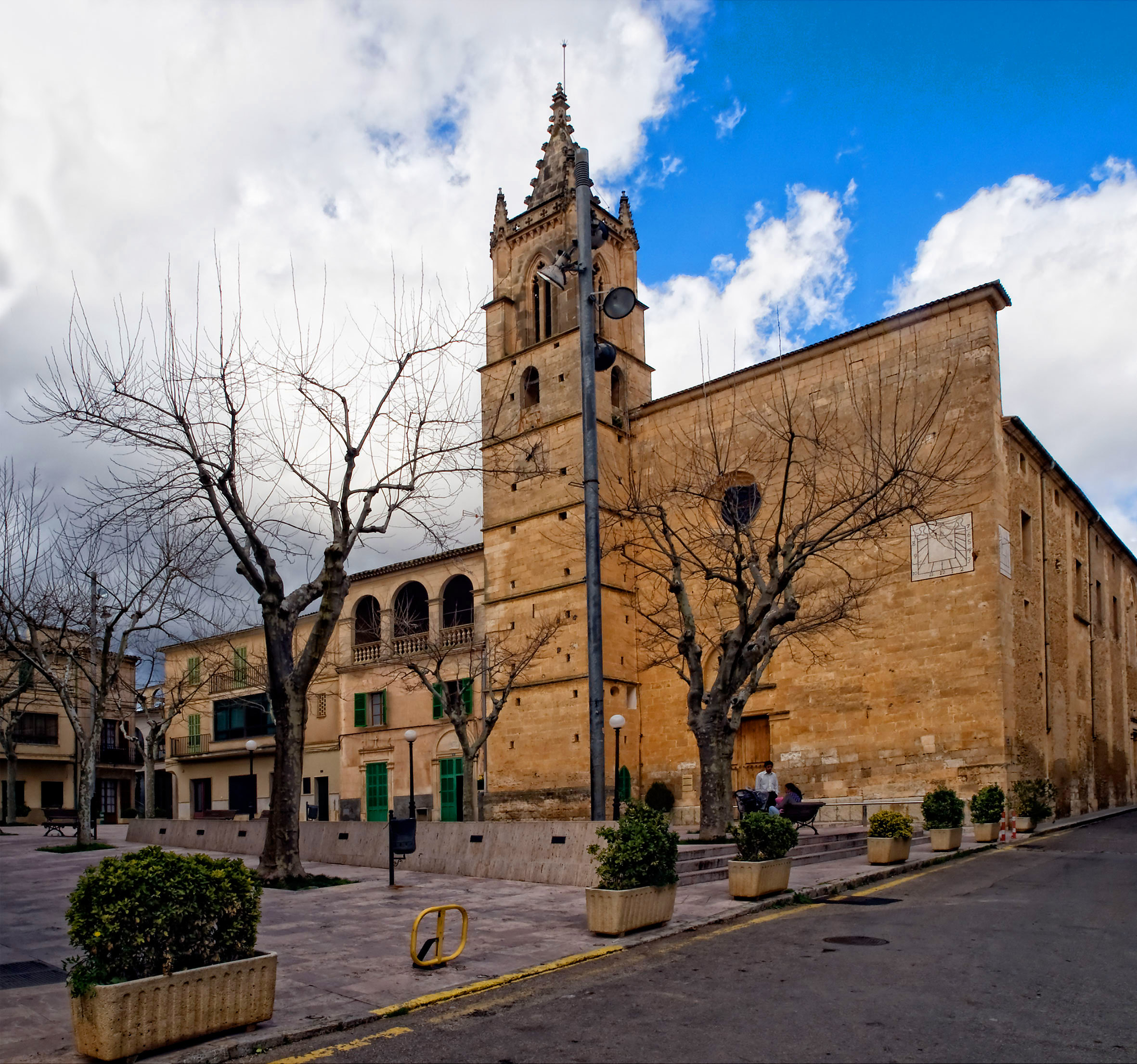
Iglesia parroquial de San Félix, en Llubí.

## Lugares de interés
- Estación de tren. Se encuentra situada en la línea de ferrocarril Inca a La Puebla explotada actualmente por Servicios Ferroviarios de Mallorca (S.F.M.) funcionando en la actualidad como apeadero. Fue inaugurada esta línea por la Compañía de los Ferrocarriles de Mallorca el 24 de octubre de 1878 y clausurada el 28 de febrero de 1981 por FEVE. La línea fue reabierta nuevamente por Servicios Ferroviarios de Mallorca el 27 de diciembre de 2000. Esta estación, llegó a contar con un edificio de viajeros, una cochera para el autobús, una caseta para la Brigada de vías y Obras, y dos muelles de mercancías, uno de ellos estaba situado al lado de las cocheras y estaba destinado al vino que se elaboraba en la zona. Las mercancías que se transportaban principalmente eran las alcaparras, algarrobas, y las almendras, que se enviaban desde Llubí, y se traían desde Palma abonos, fertilizantes, y el alcohol para las destilerías que se encontraban en el pueblo.

En el año 2018 se electrificó la línea ferroviaria.
- Iglesia Parroquial de San Félix. En el centro del pueblo. Acoge misas diariamente.
- Talayot de Es Racons. Para localizarlo hay que ir a la zona sur del pueblo de Llubí, es decir, hay que buscar la Plaza de la Carretera y la calle Sinéu en dirección a la salida del pueblo hasta que la calle se bifurca en dos, tomaremos la calle de la izquierda que será la que nos conducirá directamente a los talayots. Se conservan dos talayots y parte del lienzo de la muralla. A 900 metros del pueblo.
- Otros lugares. Existen varios molinos de viento, empleados hasta no hace muchos años para la elaboración de harinas, los molinos de Son Rafal, el molino de Can Suau, el molino de Can Ferragut , d'en Serra, Can Moreu, Can Mulet, d'en Blanc, de Can Moronell, des Cos, Can Mulet, Can Corbera. También son de destacar las cruces que señalaban antiguamente el final del pueblo, la cruz de Sa Riba, la cruz del Molí de Son Rafal (1680), la cruz del Molí de Son Ramis (1686), la cruz de Son Setrill (siglo XVIII). Sa Creu (1825).

## Fiestas
- Feria de Otoño. Feria en la que se muestra maquinaria agrícola, y diferentes productos de la zona.
- San Félix.Es la  Fiesta patronal. Se celebra el 1 de agosto. Se realizan diferentes actos, verbenas por las noches, desfiles de cabezudos con banda de tambores y cornetas.
- Feria de la Miel. Feria sobre la miel iniciada en el año 2000 y que cada año viene celebrándose con mayor éxito.
- Fiesta en la Ermita del Santo Cristo del Remedio. El primer martes después de Pascua. Se celebra una misa en esta ermita y después de ella se realizan diferentes actos como juegos infantiles, paellas, tiro al plato, ball de bot, etc.
- Fiesta de San Antonio. El día 17 de enero se celebra la festividad de San Antonio, en la que se lleva a los animales a la puerta de la iglesia para bendecirlos.